# 中村勝範
中村 勝範（なかむら かつのり、1929年〈昭和4年〉4月18日 - 2020年〈令和2年〉5月19日）は、日本の政治学者、慶應義塾大学名誉教授・平成国際大学名誉学長。

## 略歴
長野県南安曇郡（現松本市梓川）生まれ。1949年長野県松本深志高等学校卒業、1953年慶應義塾大学法学部政治学科卒業。1955年同大学大学院修士課程修了。1960年慶大助教授、1966年「明治社会主義研究」で法学博士。1967年教授。1996年定年、名誉教授、平成国際大学教授・学長。2004年6月退職、名誉学長。
民主社会主義研究会議（現・政策研究フォーラム）の理事を務め民主社会主義の立場からの反共主義者である。

## 著書
- 明治社会主義研究 世界書院 1966
- 魅惑的革命思想 根っこ文庫太陽社 1967 (人生books)
- 青年労働者の問題 事例に学ぶ 民主社会主義研究会議 1968 (学習ライブラリー)
- 現代文化人論 慶応通信 1969
- 現代文化人論 第2巻 慶応通信 1973
- 自由の灯いまだ消えず ソルジェニーツィンの悲劇を超えるため 根っこ文庫太陽社 1975
- 人間的ということ 根っこ文庫太陽社 1977.12
- 宮本顕治論 永田書房 1978.9
- 欧米からみた日本 新有堂 1979.7
- 戦闘的民主主義 新有堂 1980.5
- 正論自由 国民に訴える 慶応通信 1981.6
- 正論自由 第2-15巻 慶応通信・慶大出版会 1982-2002

## 共編著
- 鈴木文治研究ノート 中村勝範研究会 1966
- 日本社会主義政党史 中村菊男共著 経済往来社 1966
- 自由喪失のかなたに 日共の理論とソ連・東欧の現実 永田書房 1973
- 消された英雄たち 利光三津夫共著 プレジデント社 1981.7
- 正論自由 続 永久寿夫共著 慶応通信 1982.4
- 近代日本政治の諸相 時代による展開と考察 慶応通信 1989.5
- 各国政治制度概説 慶応通信 1990.6
- 満州事変の衝撃 勁草書房 1996.5
- 帝大新人会研究 慶應義塾大学法学研究会 1997.5
- 運命共同体としての日本と台湾 ポスト冷戦時代の国家戦略 展転社 1997.7
- 運命共同体としての日米そして台湾 二十一世紀の国家戦略 展転社 1998.8
- 主要国政治システム概論 慶應義塾大学出版会 1999.5
- 日米同盟と台湾 楊合義,浅野和生共著 早稲田出版 2003.11
- アジア・太平洋における台湾の位置 [ト]照彦,浅野和生共著 早稲田出版 2004.12
- 運命共同体としての日本と台湾 続 黄昭堂,浅野和生,徳岡仁共著 早稲田出版 2005.12
- 東アジア新冷戦と台湾 楊合義,浅野和生共著 早稲田出版 2006.12
- 激変するアジア政治地図と日台の絆 楊合義,浅野和生共著 早稲田出版 2007.12
- 馬英九政権の台湾と東アジア 呉春宜,楊合義,浅野和生共著 早稲田出版 2008.12

## 参考
- 『現代日本人名録2002』日外アソシエーツ

- 『自由の防人となりて』中村勝範先生追悼事務局（筋野通弘、中達哉、筋野裕二）発行　2021年12月19日
- 「中村勝範先生を偲ぶ会」開催　2024年5月19日　主催者は中村勝範先生追悼事務局（筋野通弘、中達哉、筋野裕二）107名が参加 (於.川越プリンスホテル)